# Закладка (книги)

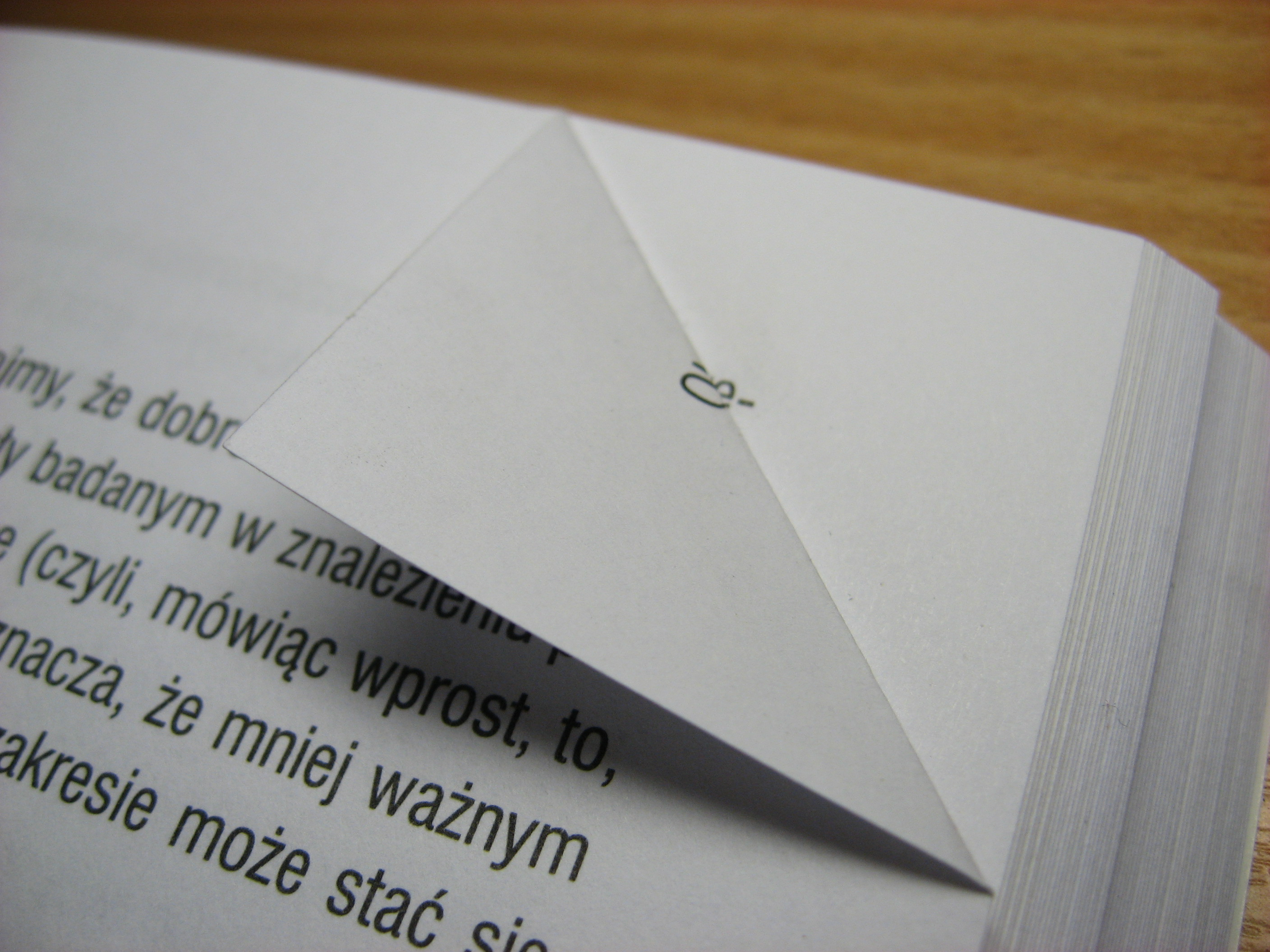
Загнутий кутик сторінки, використаний як закладка

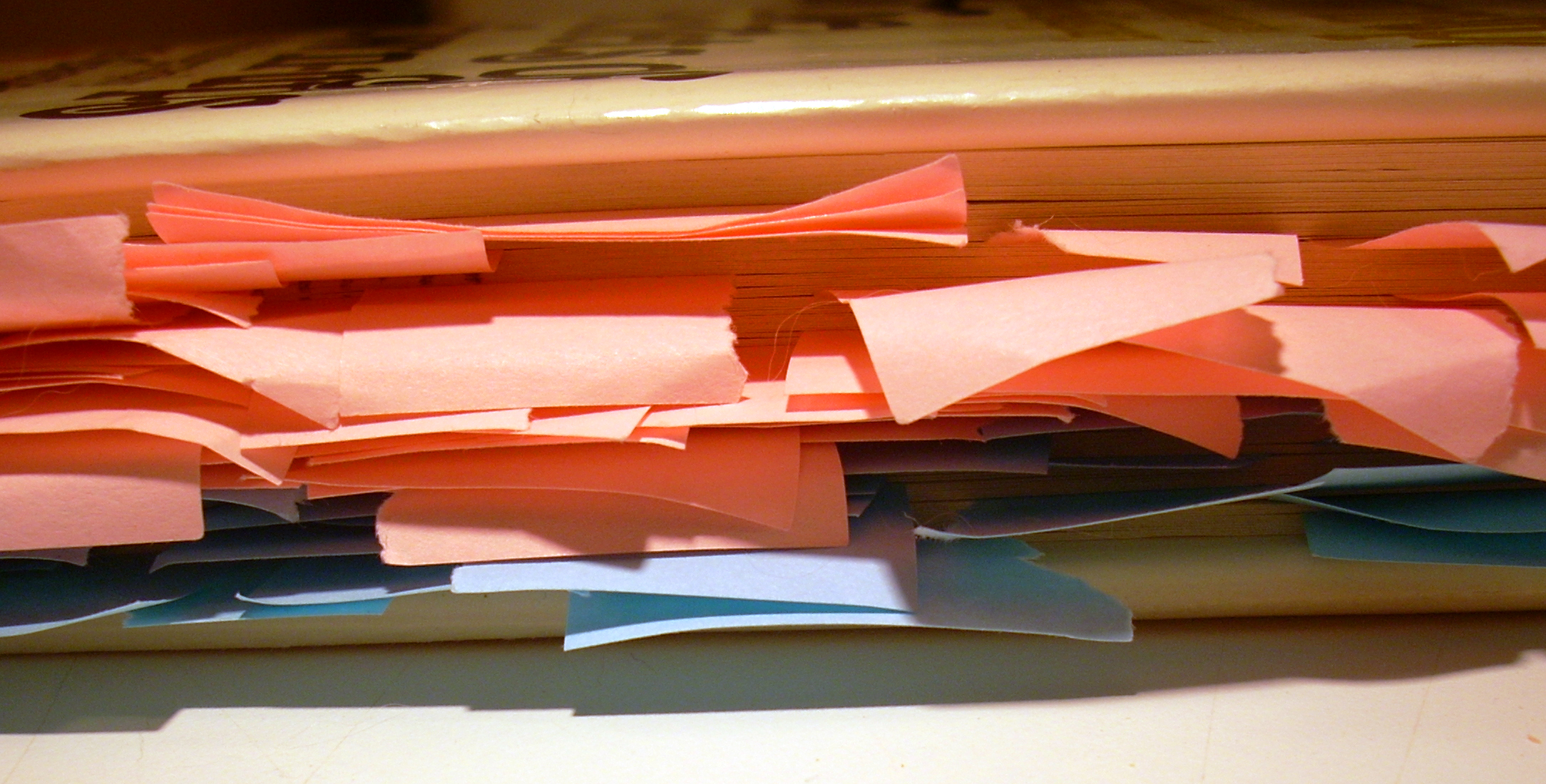
Шматочки паперу, використані як закладки

Закладка — смужка тонкого матеріалу (паперу, тканини), призначена для позначення необхідного місця в книжці, зошиті, альбомі шляхом закладання між сторінками. Закладка, яка виготовлюється у процесі видання книги і є частиною її конструкції, називається лясе.

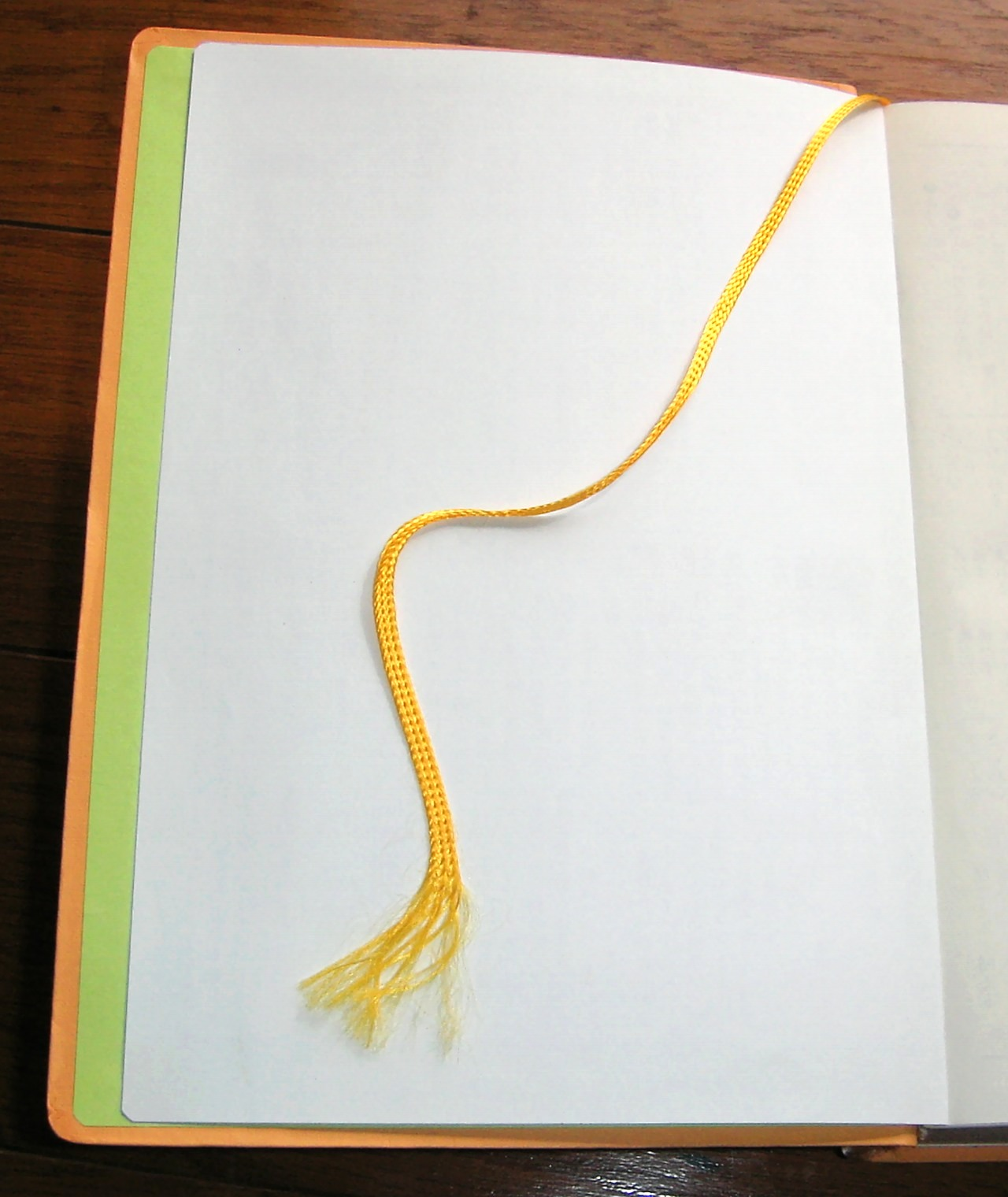
Плетена закладка-лясе

Закладка буває різних видів — паперова, картонна, лясе, тканинна, вишивана та інші. Є різні способи їх виготовлення. З винаходом у XV ст. книгодрукування ставлення до книги поступово змінювалось. З одного боку, вона — вже не одиничний, а тиражний продукт (а одже більш доступний), з іншого — створюється як і раніше вручну: папір, набір, орнамент і ілюстрації, та й палітурні роботи потребують чималих затрат. Книга була дорогою, створювалась на віки, а це означало, що її потрібно було дуже берегти. Закладка в ній була ще випадковим елементом, хоча все частіше виконувала не лише практичну, а й естетичну функцію. Оскільки вона обов'язково торкалась сторінок книги (пошкодити які вважалось недопустимим), то матеріалом, який найбільше підходив для закладки, стала тканина. Саме тому найпоширенішими були вузькі та широкі шовкові стрічки, смужки щільних гладких чи візерункових тканин, плетені шнури.